# Andrzej Cyrikas
Andrzej Cyrikas (ur. 1957) – prezbiter naczelny Chrześcijańskiej Wspólnoty Ewangelicznej oraz pastor zboru w Bielsku-Białej. Autor kilku książek, autor wierszy, znany z kontrowersyjnych wypowiedzi, krytyk szczepionek.

## Życiorys
W roku 1989 opuścił katolicką Odnowę w Duchu Świętym i założył Chrześcijańską Wspólnotę Ewangeliczną (rejestracja w 1990), zostając jednocześnie pastorem zboru w Bielsku-Białej. Założył portal „Droga uczniostwa”, rokrocznie organizuje tygodnie biblijne (w 2016 roku miała miejsce V edycja) . Uważa, że religię należy wiązać z polityką .
Znany jest ze stanowczych i bezkompromisowych wypowiedzi, występuje przeciw liberalnym trendom w Kościele i na świecie .

## Poglądy
Skrytykował rząd polski za wprowadzenie ograniczeń związanych z pandemią COVID-19, w wyniku których zamknięto liczne usługi, wezwał do ignorowania „bezprawnych rozporządzeń” rządowych . Za wzór podawał rozwiązania brytyjskie. Jego zdaniem śmierć wielu osób i tak jest nieunikniona , a panika przed wirusem doprowadziła do nieleczenia innych chorób. Jest przeciwnikiem szczepionek . Deklaruje, że zna „mnóstwo” osób zakażonych wirusem i wyleczonych amantadyną . Uznał szczepionki za preludium do przyjęcia znamienia Bestii.
Twierdzi, że w ludzkim DNA zapisane jest JHWH, szczepionka niszczy ten zapis. Osoby zaszczepione stają się hybrydami, ich ciało jest nieprzygotowane na spotkanie Chrystusa i dlatego nie mają szans na zbawienie .
W związku z kryzysem migracyjnym na granicy z Białorusią (2021) wyraził swoje poparcie dla Straży Granicznej i Wojska Polskiego. Zorganizował dla nich zbiórkę słodyczy .

## Publikacje
- Zbiera się czas. Bielsko-Biała: Chrześcijańska Wspólnota Ewangeliczna, 1992. Brak numerów stron w książce
- Klejnot Królestwa czyli modlitwa. Bielsko-Biała: Chrześcijańska Wspólnota Ewangeliczna, 1995. ISBN 83-903399-0-0. Brak numerów stron w książce
- Dokąd tak biegniesz. Bielsko-Biała: Chrześcijańska Wspólnota Ewangeliczna, 2008. Brak numerów stron w książce
- Modlitwy i Słowa. Bielsko-Biała: Chrześcijańska Wspólnota Ewangeliczna, 2018. ISBN 978-83-903399-1-7. Brak numerów stron w książce
- Droga uczniostwa w Chrystusie. Bielsko-Biała: Chrześcijańska Wspólnota Ewangeliczna, 2019. ISBN 978-83-903399-2-4. Brak numerów stron w książce
- Małżeństwo - cudowny dar Boga. Bielsko-Biała: Chrześcijańska Wspólnota Ewangeliczna, 2020. Brak numerów stron w książce